# جان ادگار آینسورت
جان ادگار آینسورت (انگلیسی: John Edgar Ainsworth؛ زاده ۲۸ ژوئن ۱۹۲۰ - درگذشته ۳۰ سپتامبر ۲۰۰۴) یک فیزیک‌دان اهل ایالات متحده آمریکا بود.